# Karin Schäfers
Karin Schäfers (* 7. November 1939; † 3. Juni 2006, geborene Karin Kröner) war eine deutsche Badmintonspielerin. 

## Karriere
Karin Schäfers gewann 1971 ihren ersten deutschen Mannschaftsmeistertitel mit dem 1. BV Mülheim. Fünf weitere Mannschaftstitel folgten in Serie bis 1976. 

## Sportliche Erfolge
| Saison    | Veranstaltung                        | Disziplin   | Platz | Name |
| --------- | ------------------------------------ | ----------- | ----- | --- |
| 1970/1971 | Deutsche Mannschaftsmeisterschaft    | Mannschaft  | 1     | 1. BV Mülheim (Gerhard Kucki, Horst Lösche, Karl-Heinz Garbers, Kurt Link, Karin Dittberner, Karin Schäfers, Karin aus dem Siepen)                                                         |
| 1971/1972 | Deutsche Mannschaftsmeisterschaft    | Mannschaft  | 1     | 1. BV Mülheim (Gerd Kucki, Horst Lösche, Karl-Heinz Garbers, Kurt Link, Werner Oberem, Walter Köhler, Karin Kucki, Karin aus dem Siepen, Antonie Schwabe, Karin Schäfers, Gabriele Lösche) |
| 1972/1973 | Deutsche Mannschaftsmeisterschaft    | Mannschaft  | 1     | 1. BV Mülheim (Gerd Kucki, Horst Lösche, Karl-Heinz Garbers, Kurt Link, Walter Köhler, Karin Kucki, Karin aus dem Siepen, Antonie Schwabe, Karin Schäfers)                                 |
| 1973/1974 | Deutsche Mannschaftsmeisterschaft    | Mannschaft  | 1     | 1. BV Mülheim (Gerd Kucki, Horst Lösche, Karl-Heinz Garbers, Kurt Link, Peter Schwabe, Karin Kucki, Antonie Schwabe, Karin Schäfers)                                                       |
| 1974/1975 | Deutsche Mannschaftsmeisterschaft    | Mannschaft  | 1     | 1. BV Mülheim (Gerd Kucki, Horst Lösche, Karl-Heinz Garbers, Kurt Link, Karin Kucki, Karin aus dem Siepen, Antonie Schwabe, Karin Schäfers)                                                |
| 1975/1976 | Deutsche Mannschaftsmeisterschaft    | Mannschaft  | 1M    | 1. BV Mülheim (Gerd Kucki, Michael Schnaase, Horst Lösche, Karl-Heinz Garbers, Kurt Link, Peter Schwabe, Karin Kucki, Marie-Luise Schulta, Antonie Schwabe, Karin Schäfers)                |
| 1984/1985 | Deutsche Mannschaftsmeisterschaft    | Mannschaft  | 3     | OSC 04 Rheinhausen (Klaus Kamperdicks, Hans-Joachim Schulz, Matthias Heger, Rolf Heyer, Michael Ferlings, Kirsten Schmieder, Petra Dieris-Wierichs, Karin Schäfers)                        |
| 1988/1989 | Deutsche Einzelmeisterschaft O48     | Mixed       | 1     | Karl Rahn / Karin Schäfers (Polizei-SV Remscheid 1920 / FC Langenfeld) |
| 1988/1989 | Deutsche Einzelmeisterschaft O32     | Damendoppel | 1     | Eva-Maria Zwiebler / Karin Schäfers (1. BC Beuel / FC Langenfeld) |
| 1989/1990 | Deutsche Einzelmeisterschaft O48     | Dameneinzel | 2     | Karin Schäfers (FC Langenfeld) |
| 1989/1990 | Deutsche Einzelmeisterschaft O48     | Mixed       | 2     | Karl Rahn (PSV Remscheid) / Karin Schäfers (FC Langenfeld) |
| 1990/1991 | Deutsche Einzelmeisterschaft O48     | Damendoppel | 1     | Heidi Menacher / Karin Schäfers (TSV Neuhausen-Nymphenburg / TB Rheinhausen) |
| 1992/1993 | Deutsche Einzelmeisterschaft O50     | Damendoppel | 1     | Karin Schäfers / Heidi Menacher (TB Rheinhausen / TSV Neuhausen-Nymphenburg München) |
| 1992/1993 | Deutsche Einzelmeisterschaft O50     | Mixed       | 1     | Karl Rahn / Karin Schäfers (Polizei-SV Remscheid 1920 / TB Rheinhausen) |
| 1993/1994 | Deutsche Einzelmeisterschaft O50     | Damendoppel | 1     | Karin Schäfers / Heidi Menacher (TB Rheinhausen / TSV Neuhausen-Nymphenburg) |
| 1994/1995 | Deutsche Einzelmeisterschaft O55     | Mixed       | 1     | Karl Rahn / Karin Schäfers (RTV / PSV Badminton Remscheid / TB Rheinhausen) |
| 1995/1996 | Deutsche Einzelmeisterschaft O55     | Mixed       | 1     | Karl Rahn / Karin Schäfers (RTV / PSV Badminton Remscheid / TB Rheinhausen) |
| 1995/1996 | Deutsche Einzelmeisterschaft O55     | Dameneinzel | 1     | Karin Schäfers (TB Rheinhausen) |
| 1995/1996 | Deutsche Einzelmeisterschaft O45     | Damendoppel | 2     | Karin Schäfers (TB Rheinhausen) / Ingrid Gatermann (PSV Bremen) |
| 1996/1997 | Deutsche Einzelmeisterschaft O55     | Dameneinzel | 2     | Karin Schäfers (OSC Werden) |
| 1996/1997 | Deutsche Einzelmeisterschaft O55     | Mixed       | 2     | Heinrich Schäfer / Karin Schäfers (OSC Werden) |
| 1996/1997 | Deutsche Einzelmeisterschaft O50     | Damendoppel | 1     | Heidi Menacher / Karin Schäfers (SV Neuhausen-Nymphenburg / OSC Essen-Werden) |
| 1997/1998 | Deutsche Einzelmeisterschaft O45     | Mixed       | 1     | Horst Lösche / Karin Schäfers (1. BV Mülheim / OSC Essen-Werden) |
| 1997/1998 | Deutsche Einzelmeisterschaft O55     | Damendoppel | 1     | Heidi Menacher / Karin Schäfers (TSV Neuhausen-Nymphenburg / OSC Essen-Werden) |
| 1998/1999 | Deutsche Einzelmeisterschaft O55     | Damendoppel | 1     | Heidi Menacher / Karin Schäfers (TSV Neuhausen-Nymphenburg / 1. BV Mülheim) |
| 1999      | Senioren-Europameisterschaft 55+     | Damendoppel | 1     | Karin Schäfers / Heidi Menacher (GER) |
| 1999      | Senioren-Europameisterschaft 55+     | Mixed       | 3     | Horst Losche / Karin Schäfers (GER) |
| 1999/2000 | Deutsche Einzelmeisterschaft O55     | Damendoppel | 2     | Heidi Menacher (TSV Neuhausen-Nymphenburg) / Karin Schäfers (1. BV Mülheim) |
| 1999/2000 | Deutsche Einzelmeisterschaft O60     | Mixed       | 2     | Uwe Kopf / Karin Schäfers (TG Mülheim / 1. BV Mülheim) |
| 2000/2001 | Deutsche Einzelmeisterschaft O60     | Mixed       | 1     | Gerhard Grönboldt / Karin Schäfers (Harburger SC / 1. BV Mülheim) |
| 2000/2001 | Deutsche Einzelmeisterschaft O55     | Damendoppel | 1     | Heidi Menacher / Karin Schäfers (TSV Neuhausen-Nymphenburg / 1. BV Mülheim) |
| 2001/2002 | Deutsche Einzelmeisterschaft O60     | Damendoppel | 1     | Heidi Menacher / Karin Schäfers (TSV Neuh.-Nymphenburg / 1. BV Mülheim) |
| 2001/2002 | Deutsche Einzelmeisterschaft O55     | Mixed       | 1     | Horst Lösche / Karin Schäfers (1. BV Mülheim) |
| 2002      | Senioren-Europameisterschaft 55+     | Damendoppel | 3     | Karin Schäfers / Heidi Menacher (GER) |
| 2002      | Senioren-Europameisterschaft 55+     | Mixed       | 2     | Horst Lösche / Karin Schäfers (GER) |
| 2002/2003 | Deutsche Einzelmeisterschaft O60     | Damendoppel | 1     | Heidi Menacher / Karin Schäfers (TSV Neuhausen-Nymphenburg / 1. BV Mülheim) |
| 2002/2003 | Deutsche Einzelmeisterschaft O55     | Mixed       | 2     | Dirk Fratzer / Karin Schäfers (1. FBC Marl / 1. BV Mülheim) |
| 2003/2004 | Westdeutsche Einzelmeisterschaft O55 | Mixed       | 1     | Horst Lösche / Karin Schäfers (1. BV Mülheim) |
| 2003/2004 | Deutsche Einzelmeisterschaft O55     | Mixed       | 3     | Dirk Fratzer / Karin Schäfers (1. FBC Marl / 1. BV Mülheim) |
| 2004/2005 | Deutsche Einzelmeisterschaft O65     | Damendoppel | 3     | Karin Schäfers (1. BV Mülheim) / Gisela Neisner (SV Bergstedt) |

## Referenzen
- Martin Knupp: Deutscher Badminton Almanach, Eigenverlag/Deutscher Badminton-Verband (2003), 230 Seiten
- http://www.blv-nrw.de/berichte/2006/br07/schaefers_karin.htm

| Personendaten    | Personendaten               |
| ---------------- | --------------------------- |
| NAME             | Schäfers, Karin             |
| ALTERNATIVNAMEN  | Kröner, Karin               |
| KURZBESCHREIBUNG | deutsche Badmintonspielerin |
| GEBURTSDATUM     | 7. November 1939            |
| STERBEDATUM      | 3. Juni 2006                |